# KKs 3
KKs 3 est une galaxie naine sphéroïdale du Groupe Local. Sa particularité est d'être isolée. En effet elle est à une distance de 2,12 Mpc du Groupe Local et à plus de 1 Mpc de toutes les galaxies suffisamment massives pour être détectées.
Sa brillance de surface centrale est de 25,4 magnitude arc sec−2. Sa magnitude absolue dans la bande B est de -10,8. Sa masse stellaire totale est estimée à 2,3 × 107 M☉. Près de 74 % de sa population stellaire fut formée il y a près de 12 milliards d'années. KKs 3 est aussi connue sous le nom de PGC 09140 ou SGC 0224.3–7345. Cela tient au fait qu'elle fut observée par différents relevés du ciel. Cependant sa distance était alors inconnue.
KKs 3 a un amas globulaire de magnitude 18,3, et de couleur V-I = 0,85. La vitesse héliocentrique de ce dernier est de 316 ± 7 km s−1 ; vitesse également associée à KKs 3.